# Монтиньи-ан-Аруэз
Монтиньи́-ан-Аруэ́з (фр. Montigny-en-Arrouaise) — коммуна во Франции, находится в регионе Пикардия. Департамент коммуны — Эна. Входит в состав кантона Боэн-ан-Вермандуа. Округ коммуны — Сен-Кантен.
Код INSEE коммуны — 02511.

## Население
Население коммуны на 2010 год составляло 300 человек.
| 1962 | 1968 | 1975 | 1982 | 1990 | 1999 | 2010 |
| ---- | ---- | ---- | ---- | ---- | ---- | ---- |
| 347  | 303  | 316  | 296  | 300  | 274  | 300  |

## Экономика
В 2010 году среди 187 человек трудоспособного возраста (15—64 лет) 134 были экономически активными, 53 — неактивными (показатель активности — 71,7 %, в 1999 году было 64,6 %). Из 134 активных жителей работали 110 человек (71 мужчина и 39 женщин), безработных было 24 (12 мужчин и 12 женщин). Среди 53 неактивных 13 человек были учениками или студентами, 15 — пенсионерами, 25 были неактивными по другим причинам.